# AMD-V
AMD-V is een virtualisatietechnologie van chipfabrikant AMD die werd geïntroduceerd in 2006.

## Beschrijving
De technologie werd aanvankelijk ontwikkeld onder de codenaam "Pacifica" en uitgebracht als Secure Virtual Machine (SVM), dat enige tijd later werd hernoemd naar AMD Virtualization. Het bedrijf bracht op 23 mei 2006 de Athlon 64-serie processors uit die als eerste AMD-V gingen ondersteunen.
AMD-V wordt ook ondersteund voor de Athlon 64- en X2-serie met revisies F en G, Turion 64 X2, Opteron tweede en derde generatie en Phenom/Phenom II-processors. Vanaf 2019 ondersteunen ook alle Zen-processors de technologie.
De CPU-flag voor AMD-V is "svm", een verwijzing naar Secure Virtual Machine. Bij sommige moederborden moet men AMD SVM inschakelen in het BIOS om het te kunnen gebruiken.